# Pastorat
Et pastorat (også kaldet præstekald) er det område, for hvilket en præst (for eksempel i Folkekirken) er ansvarlig. Pastoratet kan bestå af et eller flere sogne. Det sogn, hvor præsten bor, betegnes som hovedsognet, mens de øvrige betegnes som annekssogne.
I Grønland og på Færøerne og i Norge bruges betegnelsen præstegæld i stedet for pastorat.